# Pasilobus kotigeharus
Pasilobus kotigeharus är en spindelart som beskrevs av Benoy Krishna Tikader 1963. Pasilobus kotigeharus ingår i släktet Pasilobus och familjen hjulspindlar. Inga underarter finns listade i Catalogue of Life.